# Culture dans la Meuse
La culture dans la Meuse désigne tous les aspects d'ordre culturel dans ce département français de la région Grand Est.

## Patrimoine

### Sites
Sur une  surface de 17 hectares, le Village des vieux métiers d'Azannes constitue un musée-village en plein air situé à Azannes-et-Soumazannes.

### Musées
La Meuse dispose de nombreux musées :
- Musée Barrois
- Musée de la Céramique et de l’Ivoire
- Musée Jules Bastien-Lepage
- Musée de la Fortification
- Musée d’Art sacré
- Musée Raymond Poincaré
- Musée de la Bière
- Musée d’Argonne
- Musée Jeanne d’Arc
- Musée de la Princerie

### Théâtre
Projet de relance du Théâtre des Bleus de Bar à Bar-le-Duc.

## Littérature
- Emmanuel Cosquin (1841 – 1919)  a rédigé les Contes populaires de Lorraine en les collectant dans le seul village de Montiers-sur-Saulx.
- Henriette Bernier, dans son roman L'Or blanc des pâturages[2] achevé en octobre 2004, raconte la naissance et le développement de la fromagerie de Cléry-le-Petit, de 1921 à 2001, ainsi que l'évolution de l'élevage laitier.
- Auteurs nés dans la Meuse dont une partie des œuvres traite du département : Louis Bertrand (académicien), Michel Bernard...

## Peinture et gravure
- Peintres nés en Meuse : Louis Hector Leroux (1829-1900) et sa fille Laura Leroux-Revault (1872-1936), ...
- Peintres ayant des œuvres relatives à la Meuse : ...

## Photographie
- Photographes nés en Meuse :

## Sculpture
- Sculpteurs nés en Meuse : Ipoustéguy (1920-2006) ...

## Cinéma et télévision
- Liste de films tournés dans le département de la Meuse
- Acteurs liés à la Meuse : Anaïs Delva, Valérie Donzelli, Isabelle Nanty, Jean Minisini...

## Entreprises du patrimoine vivant
Entreprise du patrimoine vivant est un label officiel français, créé en 2005, délivré sous l'autorité du ministère de l'Économie et des Finances, afin de distinguer des entreprises françaises aux savoir-faire artisanaux et industriels jugés comme d'excellence.
- Les jouets (notamment les baigneurs) Petitcollin à Étain.

## Langue
Vers 1893, la langue française était à cette époque parlée et comprise par la grande majorité des habitants. Cependant, le patois lorrain était encore conservé dans beaucoup d'endroits.

## Gastronomie
Sur le territoire de la Meuse, repose différentes spécialistes culinaires tels que la dragée de Verdun créée en 1220 et étant la plus ancienne confiserie de France. La madeleine de Commercy serait née en 1755 dans la cour de Stanislas, la mirabelle de Lorraine est quant à elle issue des vergers des côtes de Meuse, concerne 27 villages et couvre approximativement 650 hectares. Bar-le-Duc est célèbre pour sa luxueuse confiture de groseilles épépinées à la plume d'oie. Au XVIIe siècle, la Meuse était la première région productrice de truffes, la Maison des Truffes est la première trufficulture de tout le Grand Est située à Boncourt-sur-Meuse.
Les Côtes de Meuse offrent un paysage de vergers et de vignes, les Côtes-de-meuse (IGP), appelé vin de pays des côtes de Meuse jusqu'en 2009 est un vin français d'indication géographique protégée.